# Stazione di Briga
La stazione di Briga (in tedesco Brig) è una stazione ferroviaria di diramazione, posta all'incrocio delle linee Losanna–Briga, Briga-Domodossola, Berna-Briga, Briga-Visp-Zermatt e Furka Oberalp.

## Storia

Panorama di Briga nel 1906; sulla destra il vecchio edificio di stazione, sulla sinistra il nuovo edificio

La stazione venne inaugurata il 18 giugno 1878. Nel 1905 la vecchia stazione fu sostituita da una nuova, in servizio dal 1º luglio; il vecchio edificio di stazione, situato ad ovest di quello nuovo, risultava ancora esistente a fine anni Sessanta, utilizzato come deposito agricolo.
È gestita congiuntamente dalle Ferrovie Federali Svizzere e da BLS Netz; dal 1º gennaio 2025 la gestione verrà affidata esclusivamente alle FFS.